# Archibald Johnstone
Archibald Hynd (Archie) Johnstone (* 12. Juni 1924 in Burlington, Prince Edward Island; † 8. November 2014 in Kensington) war ein kanadischer Unternehmer und Politiker.

## Leben
Johnstone wurde als Kind des Lieutenant Colonel Ernest W. Johnstone und seiner Frau Jane Montgomery geboren. Er war im Dienstgrad eines Lieutenant als Bordschütze bei einer Bomberstaffel der Royal Canadian Air Force im Zweiten Weltkrieg im Einsatz. Johnstone besuchte das Prince of Wales College, das Ontario Technical College und das Nova Scotia Agricultural College und studierte 1955 auch in Europa.
Zusammen mit seinem Vater baute er nach dem Krieg den Miniaturenpark Woodleigh Replicas in Burlington auf und wurde Präsident der Prince Edward Island Federation of Agriculture und Direktor der Tourismusorganisation der Insel.
Am 6. März 1998 wurde er auf Empfehlung von Jean Chrétien in den Senat berufen und vertrat dort die Prince Edward Island. Er war bis zu seinem Rückzug an seinem 75. Geburtstag am 12. Juni 1999 für die Liberale Partei Kanadas im Senat.
Archibald Johnstone war verheiratet und hatte drei Söhne und eine Tochter.